# Vườn quốc gia Abijatta-Shalla
Vườn quốc gia Abijatta-Shalla là một vườn quốc gia nằm ở trên Cao nguyên Ethiopia thuộc vùng Oromia, Ethiopia. Nó nằm về phía nam thủ đô Addis Ababa khoảng 200 kilômét, phía đông của xa lộ Batu-Shashamane.
Nó có diện tích 887 kilômét vuông bao gồm các hồ trong Thung lũng Tách giãn là Abijatta và Shala. Hai hồ này nằm cách nhau 3 kilômét là đồi đất. Độ cao của vườn quốc gia dao động từ 1540 đến 2075 mét, với đỉnh cao nhất là núi Fike nằm giữa hai hồ. Ngoài hai hồ nước, vườn quốc gia này còn có một số suối nước nóng ở góc đông bắc của hồ Abijatta và số lượng lớn chim hồng hạc.

## Lịch sử
Mặc dù được thành lập với mục đích bảo vệ các loài động vật hoang dã, nhưng hiện tại vườn quốc gia có rất ít các loài động vật. Trong khoảng thời gian hỗn loạn của chế độ Dreg và một thời gian sau đó, một số lượng lớn người dân du mục đã lợi dụng quyền lực Trung ương đang suy yếu để di chuyển vào trong vườn quốc gia và thiết lập nơi cư trú cùng với gia súc của họ. Phần lớn rừng keo xung quanh hồ Abijatta đã bị chặt phá để đốt lấy than. Hiện nay, không chỉ có nhóm nhỏ cư dân nhỏ lẻ tiếp tục đốn hạ cây keo mà họ còn tiến đến sát vùng đất mặn ven hồ.
Một du khách gần đây đã nhắc đến việc vườn quốc gia có khả năng là nơi sinh sản của quần thể Linh dương Grant, linh dương Kudu lớn, chó rừng lưng đen, linh cẩu đốm, mặc dù không có bằng chứng cụ thể về sự hiện diện của chúng. Khỉ đầu chó khá phổ biến, với số lượng đông hơn gia súc được nuôi bởi con người. Tàn tích của những khu rừng và khu vực xung quanh Abijatta-Shalla là nơi ghi nhận có 300 loài chim. Vườn quốc gia bắt đầu được phục hồi từ năm 1996, và các kế hoạch phát triển tích hợp với dân cư địa phương đã được công bố. Các loài động vật đáng chú ý khác gồm hà mã, cá sấu, sư tử, hươu cao cổ, báo hoa mai, báo săn, ngựa vằn, ngỗng Ai Cập.